# Losgna indica
Losgna indica là một loài tò vò trong họ Ichneumonidae.